# La perla e l'onda
La perla e l'onda (in francese: La Perle et la vague; in spagnolo: La perla y la ola) è un dipinto a olio su tela dell'artista francese Paul Baudry, realizzato nel 1862. L'opera è conservata al museo del Prado di Madrid.

## Storia
Quest'opera, con il titolo L'onda e la perla, racconto persiano, fu una delle più eccezionali a essere esposte al Salone di Parigi del 1863. Nello stesso anno l'imperatrice Eugenia de Montijo comprò il quadro per 20.000 franchi, rendendolo il secondo dipinto più costoso dell'epoca. Nel 1898 Ramón de Errazu la acquistò a Nuova York per 43.000 franchi: si trattava dell'ultima opera da lui acquistata e quella con il prezzo e la reputazione più elevati.
Errazu lasciò quest'opera in eredità al museo madrileno, il più importante museo d'arte nazionale spagnolo, dove è esposta come parte della collezione degli artisti francesi.

## Descrizione
La perla e l'onda ritrae una donna nuda sdraiata sul fianco destro presso una spiaggia rocciosa, con la testa girata per guardare lo spettatore da sopra la spalla. La donna sembra sorridere e ha le labbra semiaperte. La figura è illuminata con tocchi perlati ed è contornata di azzurro. Sullo sfondo le onde si infrangono sulla costa.
La tela attirò l'attenzione dei contemporanei, anche per il sottotitolo con il quale venne presentata, Racconto persiano (in una lettera indirizzata a Olivier Merson, Baudry rivelò che l'opera non è basata su alcuna favola persiana, ma che si era inventato questo sottotitolo). Il dipinto venne accolto con elogi dai critici d'arte per la sua tecnica e la sua qualità distintiva. L'artista Kenyon Cox lo descrisse come "il dipinto migliore di nudo" del diciannovesimo secolo, e identificò alcune caratteristiche che descrisse, come "la grazia dell'atteggiamento", il corpo curvo ma snello di una donna giovane, la fossetta visibile nella spalla, il "sapore della linea sottile", la "bellezza del colore", la modellazione solida ma misteriosa e la "perfezione della superficie delicata". Cox credeva che queste caratteristiche facevano di questo dipinto un vero capolavoro.
La storica dell'arte Bailey Van Hook identificò La perla e l'onda come uno degli esempi di dipinti di nudo nei quali la donna in questione è raffigurata sdraiata lentamente come a soddisfare lo spettatore, da lei descritto come un guardone. Il critico dell'arte francese del XIX secolo Jules-Antoine Castagnary commentò che la donna del quadro potrebbe essere "una modista parigina... alla ricerca di un milionario perso in questo luogo selvaggio".